# Jan Lambrecht (rederijker)
Jan Lambrecht (Pollinkhove, 1 april 1626 - Brugge, 1693) was een Brugs rederijker en schrijver.

## Levensloop
Beroepshalve was Lambrecht ambtenaar. Hij vestigde zich in Brugge, waar hij in 1653 trouwde. Hij werd baljuw van het graafschap Middelburg in Vlaanderen. Gedurende enige tijd verbleef hij in Engeland en werd er geïntroduceerd in de kringen van de Stuartgezinden. Terug in Brugge trad hij op als gastheer voor de in ballingschap verkerende toekomstige koning Karel II, die in 1658-59 in Brugge een onderkomen vond.
Lambrecht was een actieve rederijker. Hij werd lid van de Hoofdkamer van de Heilige Geest, werd er griffier en promoveerde in 1663 tot 'Prinse van Eere'. Hij was ook bevriend met Jacob Cats.

## Publicaties
- Vlaemsche Vredevreught naar een pynlyke droefheyt, 1659.
- Onsterfelycke Lof van de Redenrycke Dichtconst, 1661.
- Schoonheyts ramplot, 1661.
- Deugdenhof totWellecomwenschingen van Car. van den Bosch, 1662.
- Rachel of het thoneel van oprechte liefde, bijbels herdersspel, 1662.
- Lof der bouwlust, 1665.
- Vruchtelozen Aerbeydt, 1668.
- Geluckige Reise van Joncvrouw Const. Veltganck, 1670.
- Lof der Blommen, 1676.
- Goe-weeke vertoonende de komste (...) van Jezus-Christus, 1678.
- Wonderen der heylige stadt Halle, 1682.
- Betlehem vertoonende den heyligen Kerstnacht, 1685.